# Albrook (estación)
Albrook es una estación de la Línea 1 del Metro de Panamá, que sirve como el término sur de la línea.

## Características y entorno
Es una de las 12 primeras estaciones de la red del metro, inaugurada el 5 de abril de 2014. En su primer año de operaciones, se convirtió en la tercera estación más usada de la red.
En el entorno inmediato de la estación, se encuentran la Gran Terminal Nacional de Transporte, así como Albrook Mall y la sede del Sistema Estatal de Radio y Televisión.

## Futuro

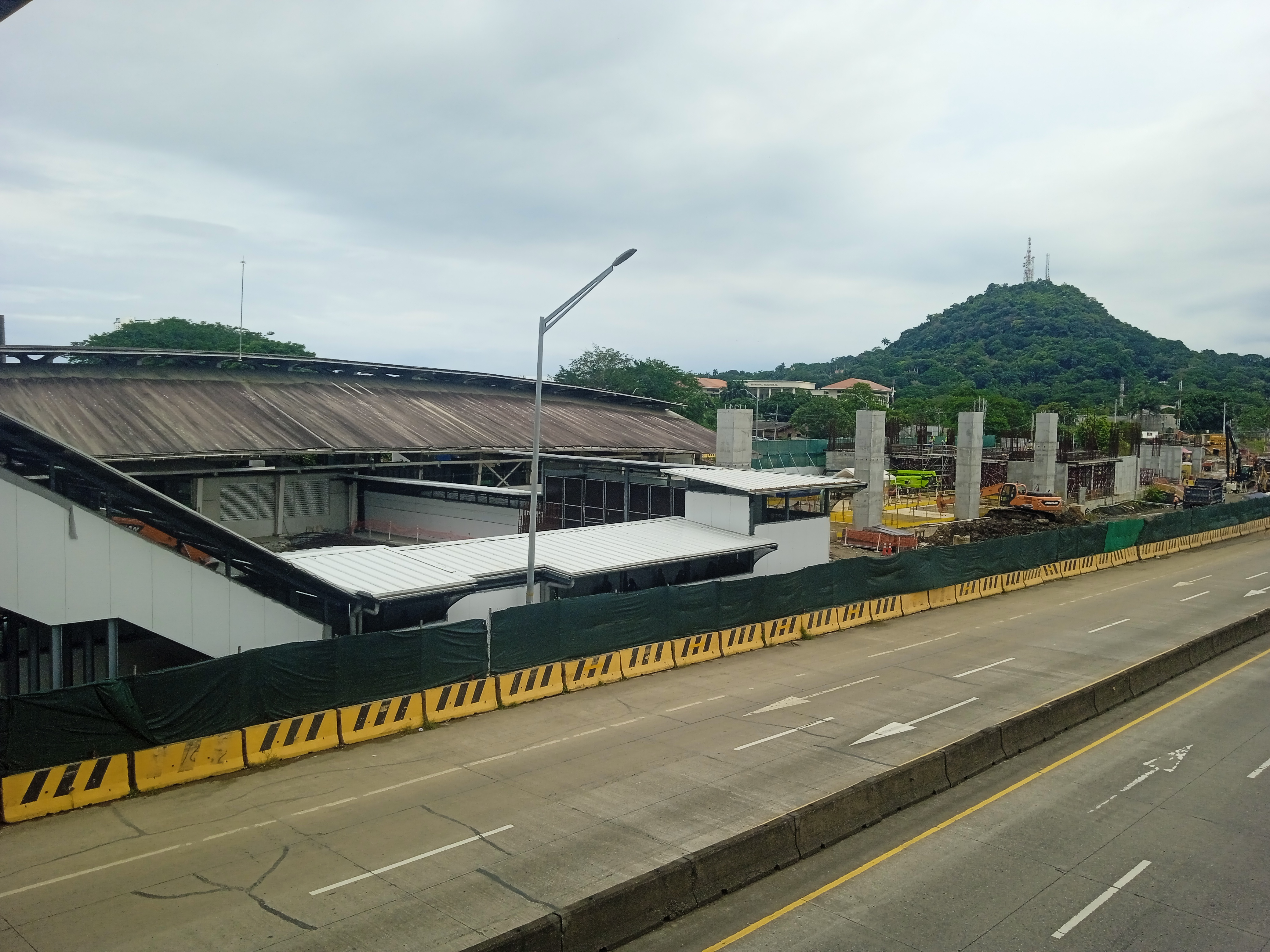
Amplicación de la Estación Albrook (Junio de 2025).

Junto al inicio de la construcción de la Línea 3 del Metro de Panamá, se anunció que la estación Albrook será el término este de la línea y se construirá una estación subterránea para ello.